# جوناثان نولان
جوناثان نولان (بالإنجليزية: Jonathan Nolan)‏ كاتب بريطاني ولد (عام 1976) في (لندن - انجلترا).
حضر (أكاديمية لويولا في ويلمت) في إلينوي تخرج عام 1994، وتخرج في (جامعة جورجتاون) في واشنطن العاصمة عام 1999، تخصص في اللغة الإنجليزية، بعد فترة قصيرة من تخرجه في (جامعة جورجتاون)، عمل جوناثان نولان كمساعد إنتاج على فيلم (تذكار "Memento"). كتب القصة القصيرة، "تذكار موري"، الذي يستند الفيلم تذكار. وقد رُشّح عن الفيلم لجائزة الأوسكار لأفضل سيناريو مقتبس رفقة شقيقه المخرج والمنتج والكاتب كريستوفر نولان، الذي شارك معه أفلام أخرى فيما بعد، هي (ذا بريستيج "The Prestige") و(فارس الظلام "The Dark Knight"). كما شارك في كتابته (المدمر: الخلاص "Terminator Salvation").

## وصلات خارجية
- جوناثان نولان على موقع IMDb (الإنجليزية)
- جوناثان نولان على موقع ألو سيني (الفرنسية)
- جوناثان نولان على موقع أول موفي (الإنجليزية)
- جوناثان نولان على موقع قاعدة بيانات الأفلام السويدية (السويدية)
- جوناثان نولان على موقع ديسكوغز (الإنجليزية)
- جوناثان نولان على موقع قاعدة بيانات الفيلم (الإنجليزية)
- جوناثان نولان على موقع كينوبويسك (الروسية)